# Сарона (колонія)

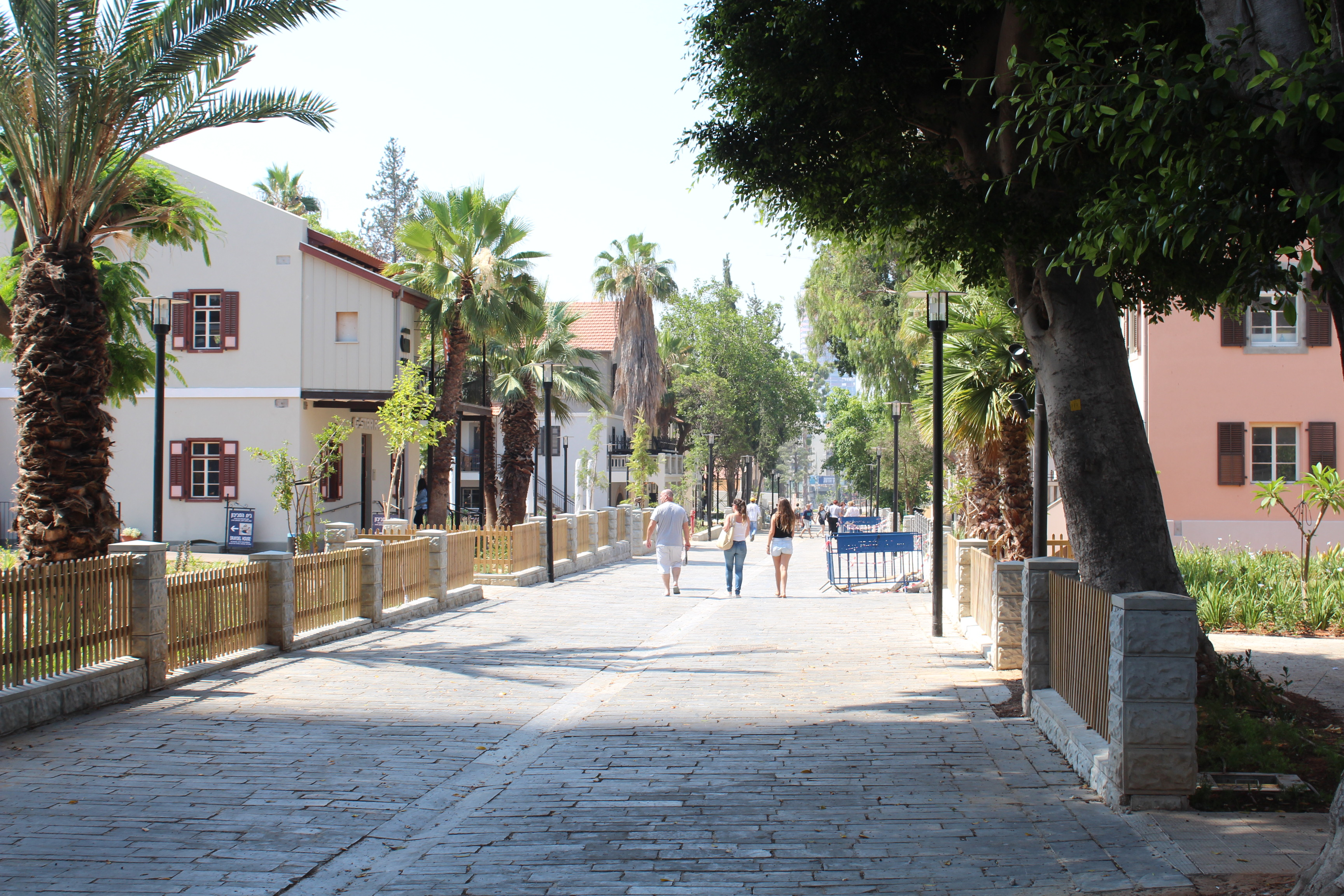

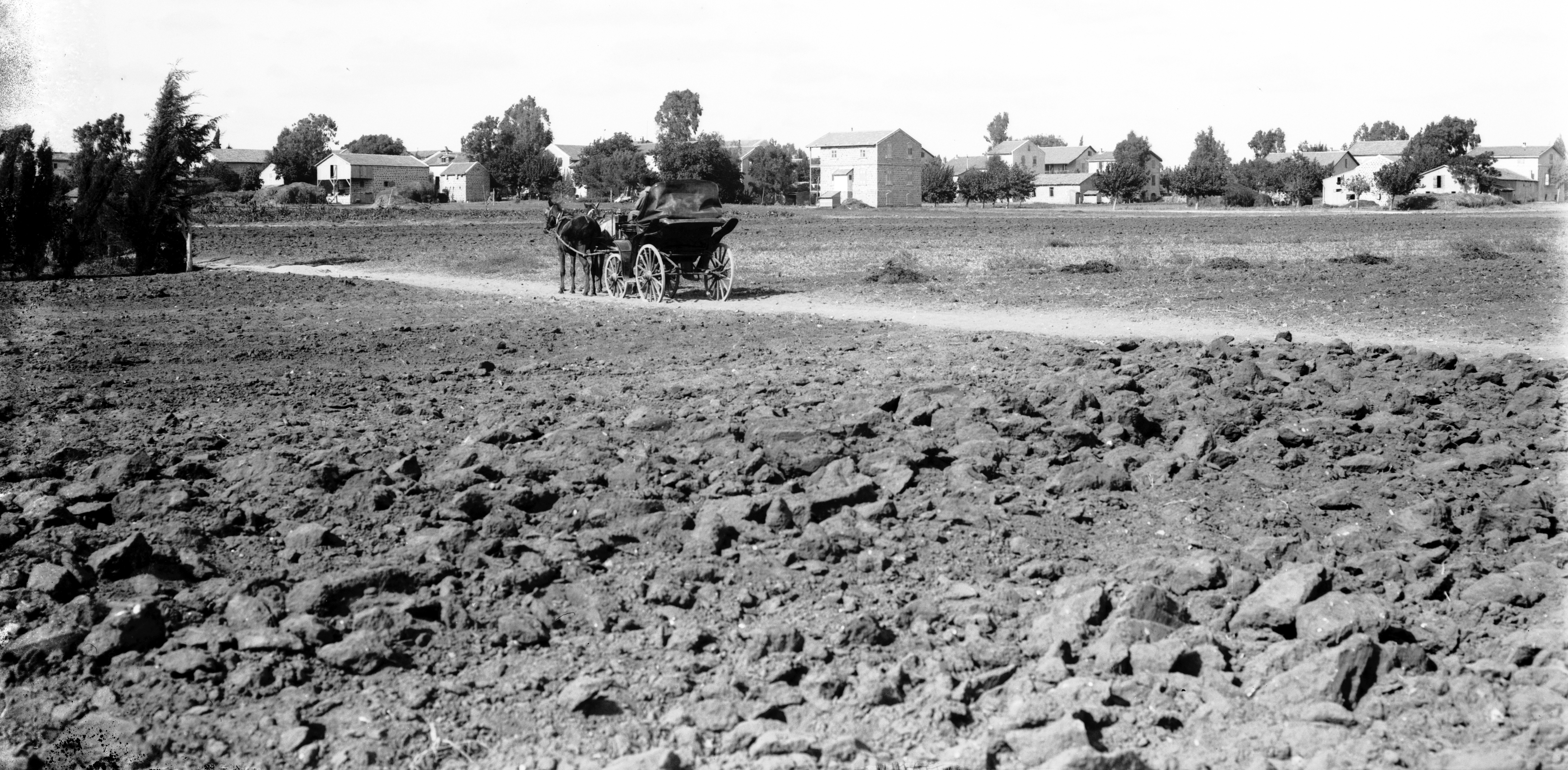

32°4′20.61″ пн. ш. 34°47′11.83″ сх. д. / 32.0723917° пн. ш. 34.7866194° сх. д.
Сарона (нім. Sarona, івр. שרונה, Шарону) — колишня темплерська колонія в Палестині, нині район Тель-Авіва.